# Hati
Pour la lune de Saturne, voir Hati (lune).
Hati (« Haine ») dans la mythologie nordique, est un des deux loups (l'autre étant Sköll) faisant partie des Managarm, fils de Fenrir et de la géante Iarnvidia. Hati poursuit la Lune et Skoll le Soleil, placés sur des chars qui se suivent sans relâche. À la fin des temps (le Ragnarök), ils seront censés manger la lune et le soleil, alors que les astres seront engloutis par Fenrir.

## Origine
Odin donna à Sól et Máni (le soleil et la lune) deux chariots afin de traverser le ciel et apporter la lumière sur le monde. Mais les deux dieux étaient très facilement distraits. Et ne pouvaient s'empêcher de s'arrêter pour contempler le monde. Leur action avait un impact sur les dieux mais aussi sur les humains car plus personne ne savait quand dormir ou rester éveillé.
Odin essaya de les menacer mais en vain car les deux dieux savaient qu'ils étaient les seuls pouvant accomplir cette mission.
Loki trouva alors la solution en demandant à Hati et Sköll (ses petits-fils) de les poursuivre et que s'ils arrivaient à les rattraper, ils pourraient les dévorer.
Sköll se mit à chasser le soleil et Hati la lune, et c'est ainsi que le cycle naturel des jours et des nuits reprit son cours normal.

## Mythes similaires
Cette idée se retrouve dans l'hindouisme où le démon Rahu poursuit le soleil et la lune pour les avaler. Il les attrape parfois mais, ayant été décapité par Vishnu pour avoir bu l'amrita, il ne peut causer que de brèves éclipses.

## Dans la culture populaire
On retrouve le loup Hati et son frère Sköll dans le jeu vidéo God of War Ragnarök, où Hati part chasser la Lune sous le commandement d'Atreus, le fils de Kratos. Hati et Sköll sont également appelables à plusieurs endroits dans le jeu. 